# Johann Christian Huy
Johann Christian Huy (* 1813 (errechnet); † 27. September 1875 in Wald-Michelbach) war ein hessischer Landwirt und Politiker und Abgeordneter der 2. Kammer der Landstände des Großherzogtums Hessen.
Johann Christian Huy war der Sohn des Johann Jakob Huy und dessen Ehefrau Maria Eva, geborene Dörr. Huy, der evangelischen Glaubens war, war Landwirt in Wald-Michelbach und heiratete am 16. August 1848 Anna Margarethe geborene Schmunck.
Von 1866 bis 1872 gehörte er der Zweiten Kammer der Landstände an. Er wurde für den Wahlbezirk Starkenburg 10/Wald-Michelbach gewählt.